# Artūrs Plēsnieks
Artūrs Plēsnieks (né le 21 janvier 1992 dans le district de Dobele) est un haltérophile letton. Il concourt dans la catégorie des moins de 105 kg.

## Palmarès

### Jeux olympiques
- 2020 à Tokyo
  -  Médaille de bronze en moins de 109 kg
- 2016 à Rio de Janeiro
  - 8e en moins de 105 kg
- 2012 à Londres
  - 5e en moins de 105 kg

### Championnats du monde
- 2017 à Anaheim
  -  Médaille d'argent au total en moins de 105 kg
  -  Médaille d'argent à l'épaulé-jeté en moins de 105 kg
- 2015 à Houston
  -  Médaille de bronze au total en moins de 105 kg

### Championnats d'Europe
- 2023 à Erevan
  -  Médaille de bronze à l'épaulé-jeté en moins de 102 kg
- 2019 à Batoumi
  -  Médaille d'argent à l'épaulé-jeté en moins de 109 kg
- 2016 à Førde
  -  Médaille d'or à l'épaulé-jeté en moins de 105 kg
- 2015 à Tbilissi
  -  Médaille de bronze à l'épaulé-jeté en moins de 105 kg
- 2014 à Tel Aviv
  -  Médaille de bronze à l'épaulé-jeté en moins de 105 kg
- 2013 à Tirana
  -  Médaille d'argent à l'épaulé-jeté en moins de 105 kg
  -  Médaille de bronze au total en moins de 105 kg